# Коржынколь (Костанайская область)
Коржынколь (каз. Қоржынкөл) — упразднённое село в Тарановском районе Костанайской области Казахстана. Исключено из учётных данных в 2021 году. Входило в состав Павловского сельского округа. Код КАТО — 396463300.

## Население
В 1999 году население села составляло 257 человек (128 мужчин и 129 женщин). По данным переписи 2009 года, в селе проживали 124 человека (69 мужчин и 55 женщин).
На 1 января 2015 года население села составляло 38 человек.